# 인어공주: 마법물약의 비밀
《인어공주: 마법물약의 비밀》(영어: The Little Mermaid)은 2023년 개봉한 애니메이션 영화이다. 마이클 존슨이 감독을 애나 라스머센이 각본을 맡았다.

## 출연

### 주연
- 소냐 크루거 : 인어공주 세레이아 역 (목소리)
- 스티브 구텐버그 : 재스퍼 왕 역 (목소리)

### 조연
- 커리지 : 루카스 왕자 역 (목소리)
- 디 월라스 : 바다 마녀 레비나 역 (목소리)
- 알렉스 리조테 : 셀던 역 (목소리)